# Classe Luz de Mar
Classe Luz de Mar est une classe de navire de sauvetage remorqueur et bateau-pompe de la marine espagnole, mais civile. A ce titre, elle est mise en œuvre par la Sociedad de Salvamento y Seguridad Marítima dépendant du Ministère de l'Équipement (Espagne).

## Dotation
| Nom                 | Code  | Année | Puissance (cv.) | Tire (tonnes) | Largeur (m.) | Zone                 |
| ------------------- | ----- | ----- | --------------- | ------------- | ------------ | -------------------- |
| Luz de Mar          | BS-41 | 2005  | 10 300          | 128           | 56           | Détroit de Gibraltar |
| Miguel de Cervantes | BS-21 | 2005  | 10 300          | 128           | 56           | Canaries             |